# Tramvajová doprava v Glasgow
Tramvajová doprava v Glasgow byla fungujícím a dlouhou dobu největším článkem městské hromadné dopravy v tomto skotském městě. V provozu byla od roku 1898 do roku 1962, tj. během největší populační exploze města a následném umělém vylidňování.

## Historie
Provoz tramvají byl spuštěn roku 1898, kdy na tratě ještě vyjížděly vozy, tažené koňskou silou. Vozy byly pro lepší rozlišení nabarveny specifickými barvami té které linky a od začátku se vyznačovaly strohým interiérem, špatným, nebo vůbec žádným topením a jednoduchostí. Bylo používáno zejména dvoupatrových typů několika výrobců, které dokázaly přepravit větší počet cestujících.
Po celou dobu své existence patřil tento tramvajový „uzel“ mezi nejvytíženější v Evropě a nejlevnější ve Spojeném království. Dlouhá dopravní síť v Glasgow a okolních městech zajišťovala levnou, ne už tak komfortní dopravní službu pro mnoho obyvatel města, zejména dělnickou třídu. V roce 1944 se tramvají svezlo na 14 milionů pasažérů.

## Budoucnost?
Během devadesátých let 20. století a následující léta se také začaly ozývat hlasy o znovuvybudování a zprovoznění tramvajové sítě ve městě.

## Fotogalerie

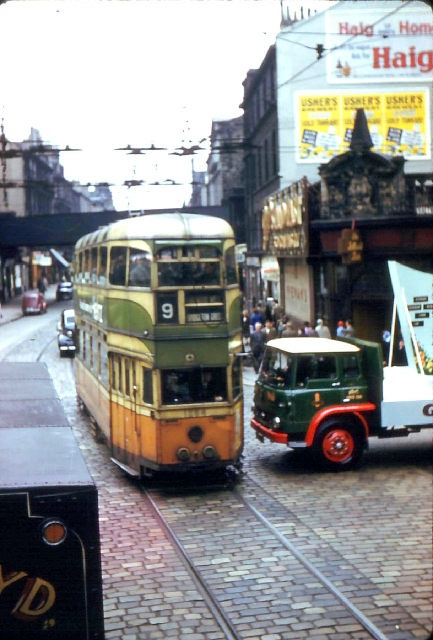
Tramvaj v ulicích
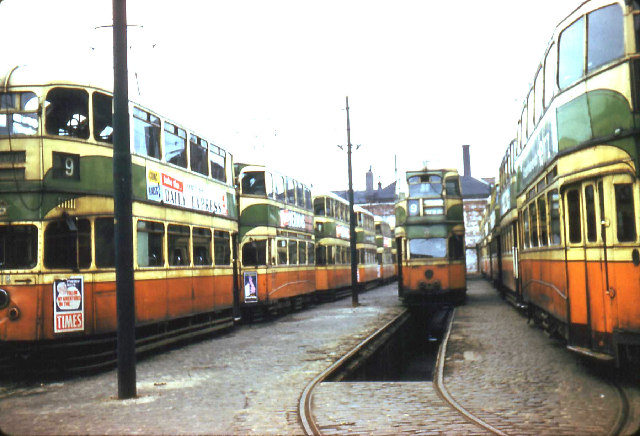
Tramvajové depo
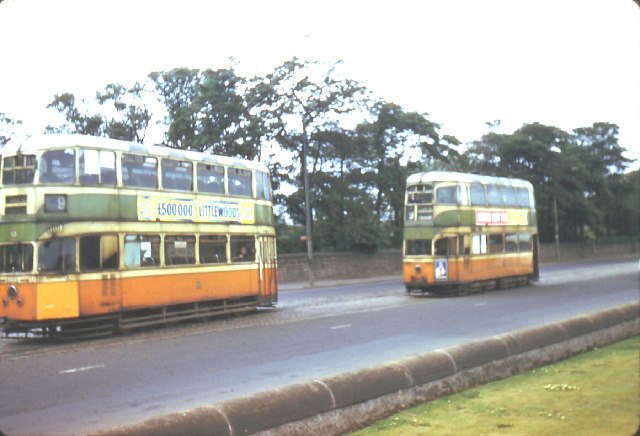
Východní konec trasy 9
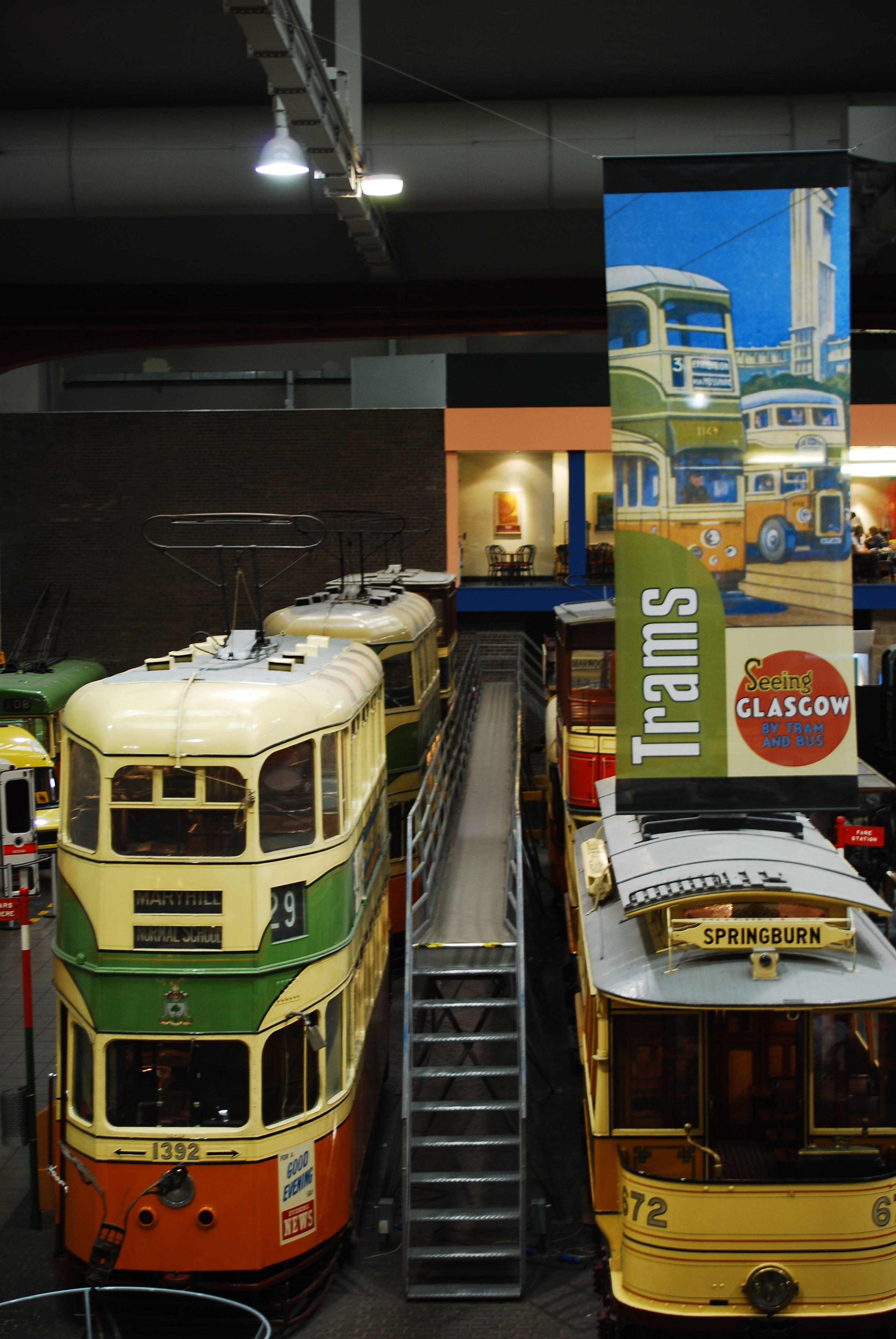
Tramvaje v muzeu